# Bodegas Güell
Las bodegas Güell (en catalán: Celler Güell) es un conjunto arquitectónico compuesto por unas bodegas y edificios anexos situados en Garraf, en el término de Sitges (Barcelona), obra del arquitecto modernista Antoni Gaudí. Fueron construidas entre 1895 y 1901, bajo la dirección de Francesc Berenguer, ayudante de Gaudí.
Esta obra pertenece al período neogótico de Gaudí (1888-1898), etapa en la que el arquitecto se inspiró sobre todo en el arte gótico medieval, el cual asume de forma libre, personal, intentando mejorar sus soluciones estructurales. El neogótico fue en aquella época uno de los estilos historicistas de mayor éxito, sobre todo a raíz de los estudios teóricos de Viollet-le-Duc. Gaudí estudió con profundidad el gótico catalán, balear y rosellonés, así como el leonés y el castellano en sus estancias en León y Burgos, llegando al convencimiento de que era un estilo imperfecto, a medio resolver. En sus obras elimina la necesidad de contrafuertes mediante el empleo de superficies regladas, y suprime cresterías y calados excesivos.

## Historia y descripción
Gaudí recibió el encargo para esta obra en 1882 de parte de su gran mecenas, Eusebi Güell. Este había adquirido en 1874 unos terrenos de 825 ha en Garraf, entre Sitges y Castelldefels, en una finca denominada La Cuadra, donde anteriormente había una masía. El terreno tenía viñedos y una cantera de piedra caliza. Güell había conocido la obra de Gaudí en la Exposición Universal de París de 1878, fecha en la que empezó una larga amistad y un gran número de encargos como el palacio Güell, los pabellones Güell de Pedralbes, el parque Güell y la cripta de la Colonia Güell en Santa Coloma de Cervelló.

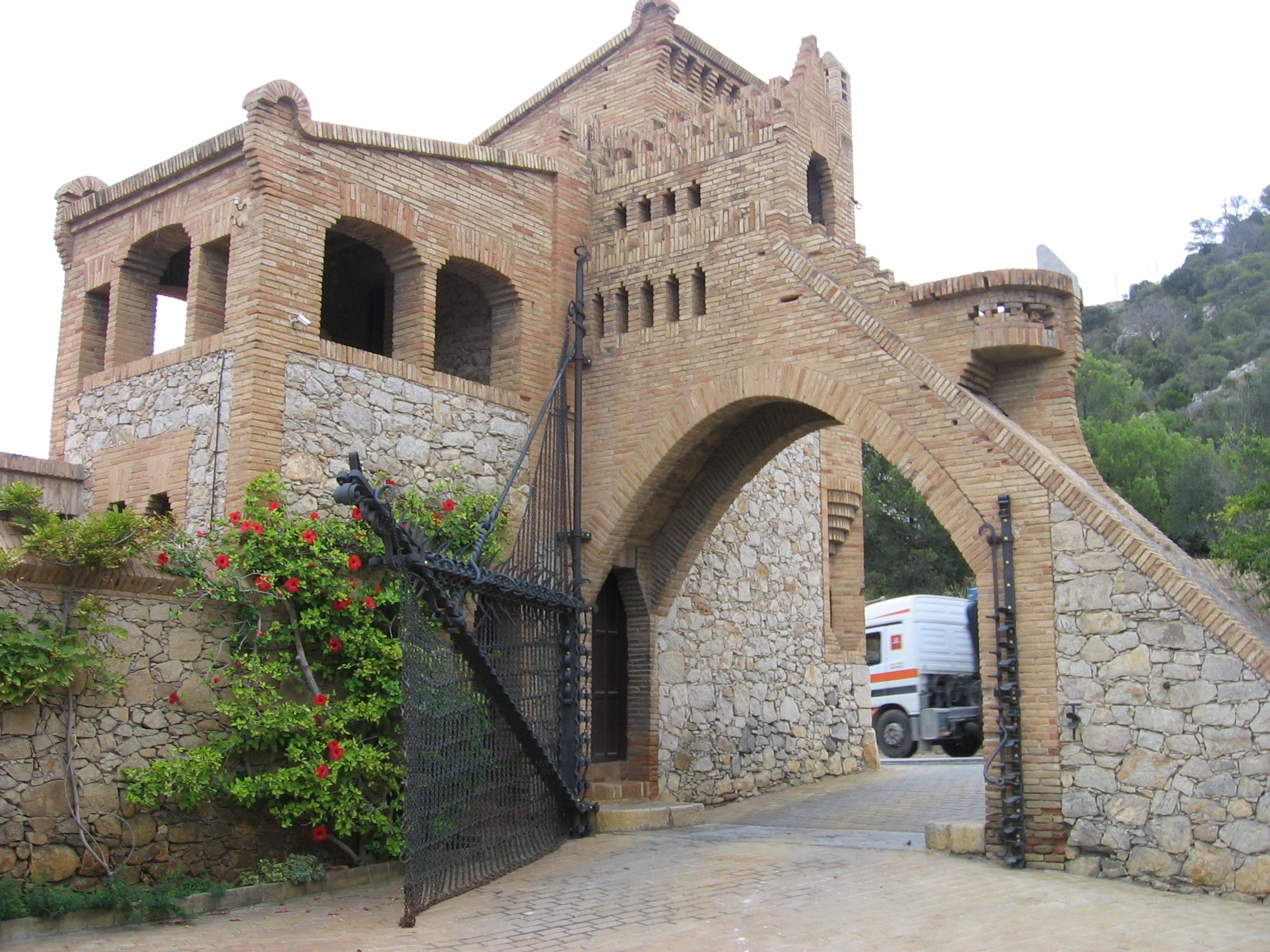
Pabellón de portería

El encargo de Güell consistía en unas bodegas y unos pabellones de caza, pero estos últimos no llegaron a construirse. Las bodegas finalmente se construyeron entre 1895 y 1901, bajo la dirección de Francesc Berenguer, colaborador de Gaudí.

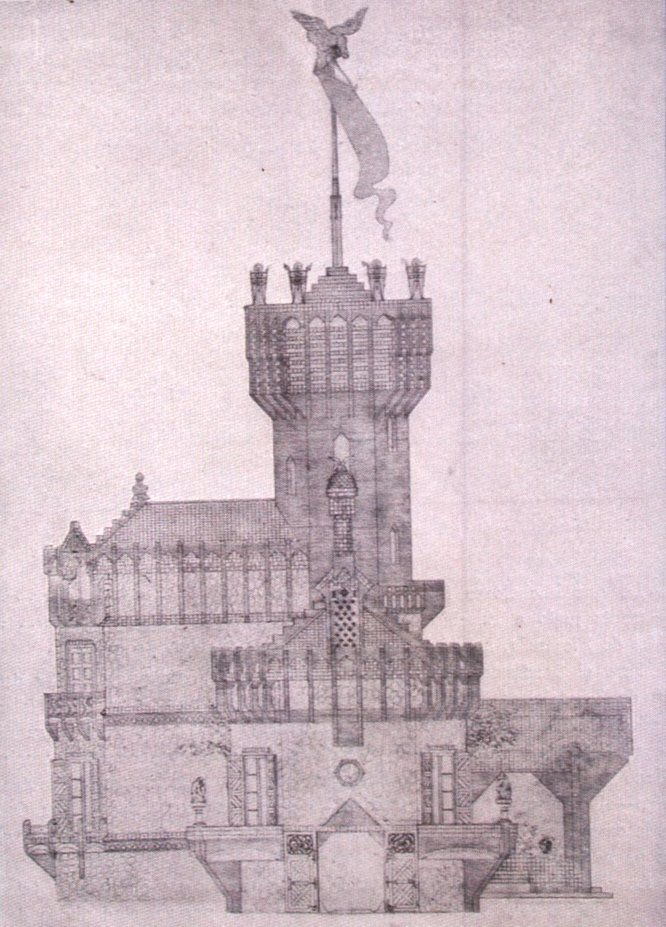
Proyecto de pabellón de caza (1882), no construido

Las bodegas tienen planta rectangular y un perfil frontal piramidal, con cubiertas de gran verticalidad con pronunciadas pendientes de losas de piedra, rematadas por un juego de chimeneas y dos puentes que la unen al antiguo edificio. El cuerpo del edificio tiene 28,80 m de longitud y 14,40 m de altura. Tiene cinco plantas: dos subterráneas para cava y contracava, la baja para cochera y el servicio, la primera para la vivienda y la superior, que alberga un porche-mirador tipo logia que da al mar y una capilla cubierta con bóveda catenaria, con el altar en el centro. Debido a la estrechez de los pisos superiores Gaudí diseñó unos pasillos laterales que sobresalen del cuerpo principal del edificio; uno de estos saledizos tiene la forma de un matacán de inspiración militar, sostenido por ménsulas. El edificio está rematado por un campanario coronado con una cruz metálica y unas chimeneas de aspecto oriental, que recuerdan a las esbozadas para su proyecto irrealizado de las Misiones Católicas Franciscanas de Tánger. En uno de los ángulos superiores se halla un anagrama que forma las iniciales de Eusebi Güell.
La construcción se realizó con la piedra caliza del terreno, por lo que el conjunto queda plenamente integrado en el entorno, algo que solía respetar Gaudí en la mayoría de sus construcciones. En los muros empleó mampostería de corte irregular, mientras que en los ángulos y salientes utilizó sillares tallados regularmente.
El conjunto se completa con un pabellón de portería, donde destaca la puerta de forja, con forma de red de pesca, y que recuerda a la diseñada por el arquitecto para la torre Mateu de Llinars del Vallès en 1906.
El conde Güell producía en Garraf un vino denominado de las bodegas Güell, que se servía en los barcos de la Compañía Trasatlántica y se exportaba a Cuba; al no tener mucho éxito, en 1936 dejó de producirse.
Actualmente, las bodegas Güell alojan un restaurante.